# 内田好治
内田 好治（うちだ こうじ、1986年7月4日 - ）は、大阪府大阪市住吉区出身の元プロ野球選手（投手）。右投右打。プロでは育成選手であった。

## 経歴
アメリカ人の父を持つ。大阪産業大学附属高等学校時代は、外野手兼投手として活躍。
大阪産業大学に進学し、2年で阪神大学野球リーグにデビュー。4年秋には全12試合中11試合（計72回）に登板、優勝を争った関西国際大学戦での3連投2完封を含む8勝を挙げ、エースとしてチームの逆転優勝に貢献してＭＶＰ、最優秀投手、ベストナインに選ばれた。明治神宮大会代表決定トーナメントでも全試合先発したが敗退。リーグ戦通算34試合に登板し、16勝6敗、防御率1.62。
2008年のドラフト会議にて、育成選手ドラフト1位で福岡ソフトバンクホークスに入団した。
公式戦（一軍）出場ないまま2011年10月9日に戦力外通告を受け、11月7日に自由契約公示された。

## 詳細情報

### 年度別投手成績
- 一軍公式戦出場なし

### 背番号
- 122 （2009年 - 2011年）